# Amborella trichopoda
Amborella trichopoda là một loài cây bụi hay cây gỗ nhỏ hiếm gặp, không có mạch, mọc ở tầng thấp dưới tán rừng và chỉ được tìm thấy trên đảo New Caledonia. Loài này thu hút sự quan tâm đặc biệt của các nhà phân loại thực vật, vì dữ liệu từ nghiên cứu hệ thống phân tử hiện đại cho thấy nó nằm ở vị trí gần đáy của cây phát sinh chủng loại thực vật có hoa. Nói cách khác, Amborella đại diện cho một nhánh cổ xưa nhất của thực vật có hoa, đã tách ra khỏi phần còn lại của các loài thực vật có hoa hiện đại khoảng 130 triệu năm trước. Việc so sánh đặc điểm của loài thực vật hạt kín nguyên thủy này với những loài tách nhánh muộn hơn, cũng như với các hóa thạch thực vật có hoa, có thể cung cấp những hiểu biết quan trọng về tổ tiên của thực vật có hoa và cách chúng đã tiến hóa theo thời gian.
Amborella trichopoda là cây bụi hay cây gỗ nhỏ vươn dài với các lá mọc hai tầng không có lá kèm. Lá đơn sắp xếp so le, thường xanh với mép lá có khía răng cưa và hơi gợn, kích thước dài khoảng 8–10 cm. Loài này là đơn tính khác gốc: mỗi hoa sinh ra cả nhị lẫn nhụy, nhưng chỉ có một trong hai kiểu (nhị hay nhụy) phát triển đầy đủ và có khả năng sinh sản tại hoa của mỗi cây, các cấu trúc của phần kia không phát triển đầy đủ. Các hoa nhỏ, kích thước 4–8 mm, mọc thành cụm hoa dạng xim ở đầu cành hay chùm hoa, mỗi hoa với bao hoa gồm các lá đài không phân dị, sắp xếp thành hình xoắn ốc, chứ không phải các vòng xoắn như ở hoa của các loài phát sinh muộn hơn. Quả là quả mọng màu đỏ, chứa một hạt dài 5–8 mm.
Nó được đặt một mình trong họ Amborellaceae. Trong hệ thống APG II thì họ này không xếp vào bộ nào cả và nằm ở đáy của biểu đồ thực vật hạt kín. Tuy nhiên, trên website của Angiosperm Phylogeny Group, dù phù hợp với biểu đồ này, nhưng người ta lại đặt ra bộ Amborellales đơn loài để chứa nó.
Số lượng cá thể của loài này trong tự nhiên đang bị suy giảm mạnh do chăn thả thái quá và mất môi trường sống.

## Phát sinh loài
Vị trí phát sinh loài hiện tại (dựa trên hệ thống APG II, với các sửa đổi sau đó) là:
|  | \| \| Nymphaeaceae \| \| \| \| \| \| Cabombaceae \| \| \| \| |
|  |                                                              |
|  | Hydatellaceae                                                |
|  |                                                              |
|  | Nymphaeaceae                                                 |
|  |                                                              |
|  | Cabombaceae                                                  |
|  |                                                              |

|  | Nymphaeaceae |
|  |              |
|  | Cabombaceae  |
|  |              |

|  | \| \| Nymphaeaceae \| \| \| \| \| \| Cabombaceae \| \| \| \| |
|  |                                                              |
|  | Hydatellaceae                                                |
|  |                                                              |
|  | Nymphaeaceae                                                 |
|  |                                                              |
|  | Cabombaceae                                                  |
|  |                                                              |

|  | Nymphaeaceae |
|  |              |
|  | Cabombaceae  |
|  |              |

| Mesangiospermae | \| \| Chloranthaceae \| \| \| \| \| \| magnoliids \| \| \| \| \| \| Ceratophyllum \| \| \| \| \| \| monocots \| \| \| \| \| \| eudicots \| \| \| \| |
|                 | \| \| Chloranthaceae \| \| \| \| \| \| magnoliids \| \| \| \| \| \| Ceratophyllum \| \| \| \| \| \| monocots \| \| \| \| \| \| eudicots \| \| \| \| |
|                 | Chloranthaceae |
|                 | |
|                 | magnoliids |
|                 | |
|                 | Ceratophyllum |
|                 | |
|                 | monocots |
|                 | |
|                 | eudicots |
|                 | |

|  | Chloranthaceae |
|  |                |
|  | magnoliids     |
|  |                |
|  | Ceratophyllum  |
|  |                |
|  | monocots       |
|  |                |
|  | eudicots       |
|  |                |

|  | \| \| Nymphaeaceae \| \| \| \| \| \| Cabombaceae \| \| \| \| |
|  |                                                              |
|  | Hydatellaceae                                                |
|  |                                                              |
|  | Nymphaeaceae                                                 |
|  |                                                              |
|  | Cabombaceae                                                  |
|  |                                                              |

|  | Nymphaeaceae |
|  |              |
|  | Cabombaceae  |
|  |              |

|  | \| \| Nymphaeaceae \| \| \| \| \| \| Cabombaceae \| \| \| \| |
|  |                                                              |
|  | Hydatellaceae                                                |
|  |                                                              |
|  | Nymphaeaceae                                                 |
|  |                                                              |
|  | Cabombaceae                                                  |
|  |                                                              |

|  | Nymphaeaceae |
|  |              |
|  | Cabombaceae  |
|  |              |

| Mesangiospermae | \| \| Chloranthaceae \| \| \| \| \| \| magnoliids \| \| \| \| \| \| Ceratophyllum \| \| \| \| \| \| monocots \| \| \| \| \| \| eudicots \| \| \| \| |
|                 | \| \| Chloranthaceae \| \| \| \| \| \| magnoliids \| \| \| \| \| \| Ceratophyllum \| \| \| \| \| \| monocots \| \| \| \| \| \| eudicots \| \| \| \| |
|                 | Chloranthaceae |
|                 | |
|                 | magnoliids |
|                 | |
|                 | Ceratophyllum |
|                 | |
|                 | monocots |
|                 | |
|                 | eudicots |
|                 | |

|  | Chloranthaceae |
|  |                |
|  | magnoliids     |
|  |                |
|  | Ceratophyllum  |
|  |                |
|  | monocots       |
|  |                |
|  | eudicots       |
|  |                |